# Rhopalopterum fasciola
Rhopalopterum fasciola är en tvåvingeart som först beskrevs av Johann Wilhelm Meigen 1830.  Rhopalopterum fasciola ingår i släktet Rhopalopterum och familjen fritflugor. Inga underarter finns listade i Catalogue of Life.